# Amazonides axyliaesimilis
Amazonides axyliaesimilis är en fjärilsart som beskrevs av Emilio Berio 1939. Amazonides axyliaesimilis ingår i släktet Amazonides och familjen nattflyn. Inga underarter finns listade i Catalogue of Life.